# Rimani tu
Rimani tu è il secondo singolo del cantautore Raf pubblicato il 24 aprile 2015 che anticipa l'uscita del suo nuovo album Sono io pubblicato il 30 giugno 2015.

## Video musicale
Il videoclip, diretto da Gaetano Morbioli, è stato girato durante l'esibizione live all'Atlantico di Roma il 15 Maggio 2015 e vede i suoi fans co-protagonisti del video. La pubblicazione avviene il successivo 29 Maggio attraverso il canale YouTube del cantautore.